# 巴特森鎮區 (阿肯色州約翰遜縣)
巴特森鎮區（英語：Batson Township）是位於美國阿肯色州約翰遜縣的一個行政鎮區。

## 地方資料
巴特森鎮區的面積為87.61平方千米，當中陸地面積為87.52平方千米，而水域面積為0.09平方千米。根據2010年美國人口普查的數據，當地共有人口219人，而人口密度為每平方千米2.5人。